# ديفيد كالفرت (سياسي)
ديفيد كالفرت (بالإنجليزية: David Calvert)‏ هو سياسي بريطاني، ولد في 1946. في انتخابات الجمعية التشريعية لأيرلندا الشمالية 1982 ‏، انتخب عضو الجمعية التشريعية لأيرلندا الشمالية 1982-1986 ‏ وقد انضم خلال فترته النيابية ‏  للكتلة البرلمانية الحزب الديمقراطي الاتحادي.